# Па'аујло
Па'аујло (енгл. Paauilo) насељено је место за статистичке потребе у америчкој савезној држави Хаваји. По попису становништва из 2010. у њему је живело 595 становника.

## Демографија
Према попису становништва из 2010. у граду је живело 595 становника, што је 24 (4,2%) становника више него 2000. године.
| Група             | 2000.       | 2010.       |
| Белци             | 74 (13,0%)  | 74 (12,4%)  |
| Афроамериканци    | 1 (0,2%)    | 0 (0,0%)    |
| Азијати           | 238 (41,7%) | 214 (36,0%) |
| Хиспаноамериканци | 77 (13,5%)  | 94 (15,8%)  |
| Укупно            | 571         | 595         |